# Confiance (roman)
Pour les articles homonymes, voir Confiance (homonymie).
 (mars 2024).
Si vous disposez d'ouvrages ou d'articles de référence ou si vous connaissez des sites web de qualité traitant du thème abordé ici, merci de compléter l'article en donnant les références utiles à sa vérifiabilité et en les liant à la section « Notes et références ».
Confiance (Confidence) est un roman d'Henry James, d'abord publié sous forme de feuilleton dans le Scribner's Monthly en 1879, puis en volume cette même année.

## Résumé
Bernard Longueville et Gordon Wright, un peintre et un physicien, sont deux amis inséparables à qui tout réussit.
À Sienne, Bernard fait la rencontre d'Angela Vivian et de sa mère. Angela se révèle une jeune femme aussi charmante que diablement énigmatique. Il parvient néanmoins à faire son portrait et le lui offre galamment sans espoir de la revoir jamais. 
Le temps passe. Gordon envoie une lettre à son ami Bernard et lui demande de venir le rejoindre à Baden-Baden. Il souhaite quelque conseil sur la légitimité d'un mariage qu'il envisage très sérieusement avec une jeune fille qui l'a proprement ensorcelée. Une fois sur place, le jeune peintre découvre avec stupeur qu'Angela est la future élue. En toute conscience, et aussi un peu par dépit, il ne peut que donner un avis défavorable à cette union tant il soupçonne Angela d'être artificieuse. En outre, Mrs Vivian, la mère d'Angela, ne souscrit guère à l'idée d'un mariage là où seuls entreraient en ligne de compte les sentiments de sa fille : l'argent et le standing social sont les uniques préoccupations qui lui importent.
Séjourne aussi dans la ville allemande, une amie de la famille, Blanche Evers, qu'un certain capitaine Lovelock courtise sans espoir, parce qu'il est sans fortune. Coquette, sotte et terriblement bavarde, Blanche a pourtant la faculté mystérieuse de plaire aux hommes, et c'est elle que Gordon Wright épousera.
Des années plus tard, Bernard rencontre par hasard Angela dans une station balnéaire française et lui avoue qu'il n'a cessé de l'aimer. Ils se fiancent. Angela lui révèle alors qu'elle avait de son propre chef refusé la proposition de mariage de Gordon et qu'elle se sent maintenant responsable de son bonheur. Pour cette raison, elle n'aura de cesse que de rétablir la concorde entre les époux Wright, mise à mal par de supposées infidélités conjugales de Gordon.